# Siim Tenno
Siim Tenno (* 4. August 1990 in Tartu) ist ein estnischer Fußballspieler, der bei Lupo Martini Wolfsburg spielt.

## Karriere
Siim Tenno begann seine fußballerische Laufbahn bei JK Tammeka Tartu. Er debütierte für das Profiteam erstmals in der Meistriliiga-Saison 2009. Bis Jahresende 2011 konnte Tenno über 100 Ligaspiele vorweisen. Im Januar des Folgejahres 2012 wechselte Tenno gemeinsam mit Kaarel Kiidron leihweise zum FK Viktoria Žižkov. Nach einem halben Jahr bei JK Trans Narva wechselte er im Juli 2014 zum deutschen Regionalligisten VfR Neumünster.
Seine ersten internationalen Einsätze gab er in der U-19 von Estland. Es folgten Einsätze in der Estnischen U-21, bevor Tenno am 19. Juni 2011 in einem Freundschaftsspiel gegen Chile zum Debüt in der Estnischen Nationalmannschaft kam.